# 니콜라 조제프 퀴뇨

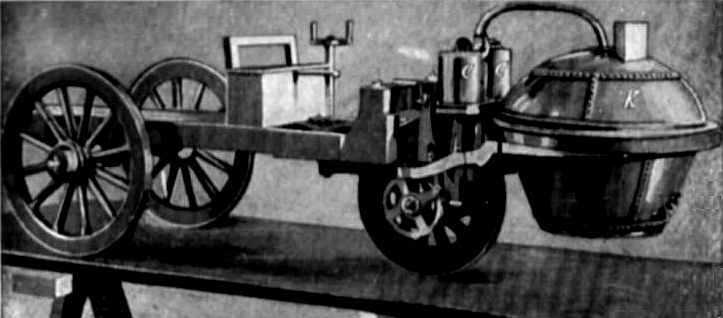
파르디에 아 바푀르의 1769년 모델

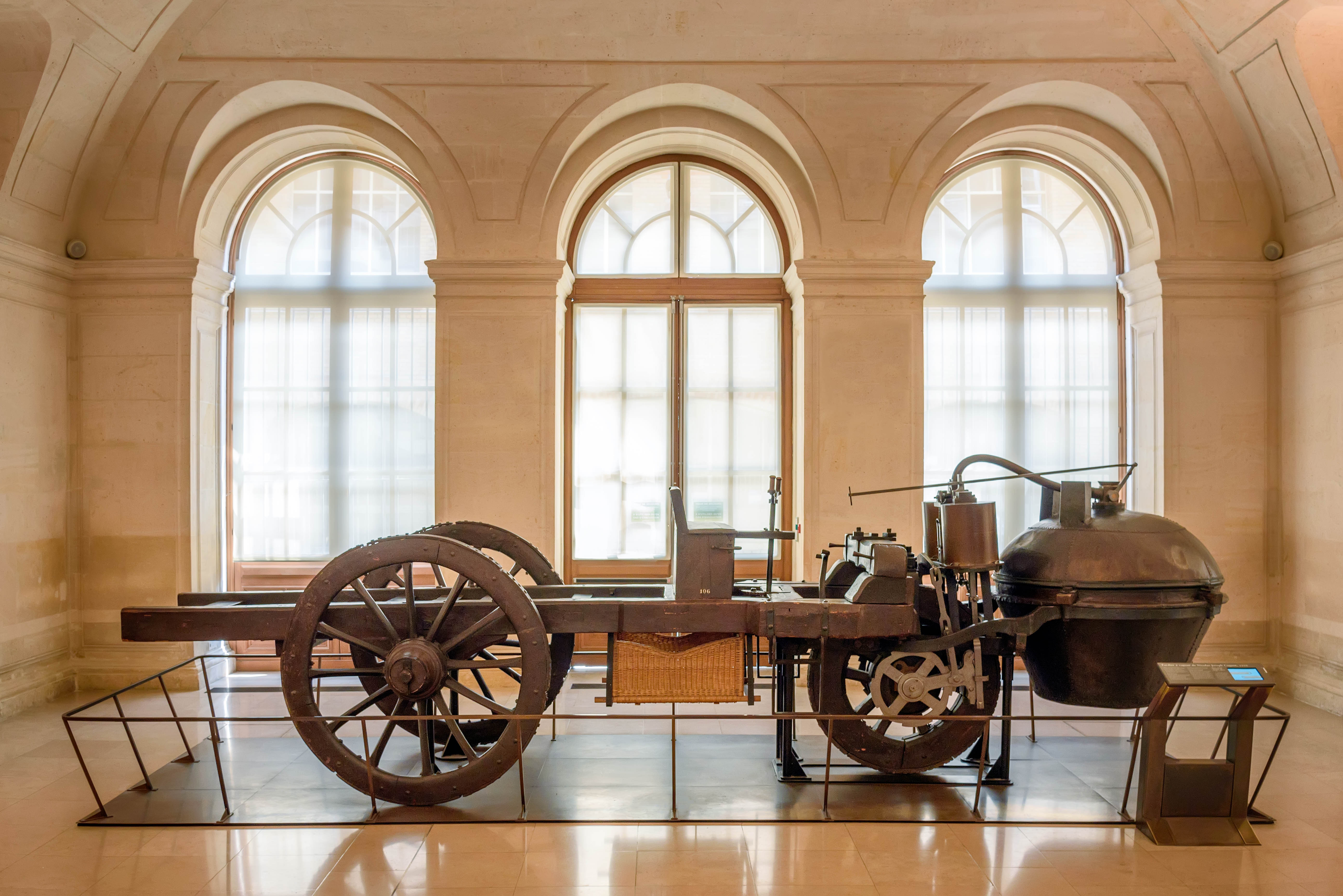
파르디에 아 바푀르의 1770년 모델

니콜라 조제프 퀴뇨(프랑스어: Nicolas-Joseph Cugnot, 1725년 2월 26일 ~ 1804년 10월 2일)는 세계 최초의 자동차인 증기자동차를 발명한 발명가다.

## 생애
퀴뇨는 프랑스 그랑테스트 뫼즈주 부아바콩(Void-Vacon)에서 1725년 2월 26일에 태어났다. 7년 전쟁에서 오스트리아 군으로 복무한 후, 퀴뇨는 1763년 파리로 돌아와 군사 논문을 집필하고 군 복무 중 구상했던 여러 발명품을 실험하는 데 전념했다. 그는 포병 장비를 운반하기 위한 증기자동차를 두 대 제작했으며, 첫 번째는 1769년에, 두 번째는 1770년에 완성되었다.
1769년 축소형이자 삼륜인 첫 모델을 개발하여 사람 네 명을 태우고 시속 4km의 속도로 파리 시내를 달렸다. 이는 군용 마차를 본떠 만든 것이었으나, 앞부분에 말 대신 세 번째 바퀴가 있었고, 이 바퀴에는 어색하게 설치된 구리 보일러와 톱니바퀴처럼 작동하는 구동 장치가 연결되어 있었다. 이 기계는 시속 약 3.2 km 이상으로 움직일 수 있었으나 이는 물 끓이는 큰 솥을 달아야 해서 속도가 느렸고, 솥이 무거워 방향을 바꾸기도 쉽지 않았다. 게다가 10~15분마다 물을 보충해야 해서 번거로움이 컸다.
그러다 1770년 그는 완성형 두번째 모델을 만들었다. 보일러에서 만들어진 증기로 두 개의 실린더가 작동했고, 뒤쪽에는 대포나 화물을 실을 수 있는 구조물이 달려 있었다. 이 '파르디에 아 바푀르'는 물을 많이 싣지 못해 이동거리가 짧다는 단점이 있었지만, 피스톤의 직선운동을 연속적인 회전운동으로 바꿨다는 점에서 매우 혁신적인 발명이었다.
이 차량은 '파르디에 아 바푀르'(프랑스어: fardier à vapeur, 증기마차라는 뜻)로 불렸으며 무게는 2.5톤이고 이론상으로 4톤의 물건을 시속 7.8km로 수송할 수 있었으나 실제로는 시속 3.6km로 이동했다고 한다. 이 차량은 무게 균형이 맞지 않아 불안정해서 고르지 못한 지형에서 이동할 때 손상되기도 했다.
그중 하나로 증기자동차를 시험 주행하던 중, 퀴뇨는 돌담을 세게 들이받아 불을 일으키는 사고를 일으켰다. 이는 인류 최초의 자동차 사고로 기록되며, 이를 지켜본 사람들은 충격에 휩싸였다. 이후 퀴뇨는 문제를 개선하기 위해 연구를 이어갔지만, 사고를 목격한 이들은 그의 증기자동차가 너무 위험하다며 강하게 반대했다. 결국 그는 이러한 기계를 만들었다는 이유로 2년간 감옥에 갇혔다. 그렇게 퀴뇨의 증기자동차는 운행이 중단되었고, 세상에 널리 퍼지지도 못한 채 사라지고 말았다.
파리, 뱅센, 뫼동에서의 실험 이후 이 프로젝트는 폐기됐지만 공로를 인정받아 루이 15세는 퀴뇨에게 600리브르의 연금을 지급했다. 이후 프랑스 대혁명의 여파로 1789년 브뤼셀로 추방되어 가난에 시달리다가 나폴레옹에 의해 다시 연금을 지급받게 됐고 파리로 돌아왔지만 곧 사망한다.
1769년, 1770년에 퀴뇨가 만든 증기자동차 중 두 번째 것만 현재 파리 국립 기술 공예 박물관에 보존되어 있다.(사진)

## 의의
이 차량의 2기통 증기 기관은 토머스 뉴커먼이나 제임스 와트와는 무관하게 독립적으로 설계되었으며, 프랑스 물리학자 드니 파팽의 이론적 설명을 직접적으로 기반으로 했다. 이 기관은 응축 없이 고압 증기를 팽창시켜 사용하는 최초의 엔진이었다. 차량은 삼륜 구조였으며, 앞쪽의 단일 바퀴가 조향과 구동을 동시에 수행했다. 물 공급과 압력 유지의 문제로 인해 차량의 성능은 제한되었으나, 증기 동력 견인의 실현 가능성을 입증하는 데는 성공했다. 또한 자동차의 시초로 여겨진다.

## 같이 보기
- 증기자동차
- 자동차